# ميودراغ زيفكوفيتش
ميودراغ زيفكوفيتش هو قاضي وسياسي مونتينيغري، ولد في 20 سبتمبر 1957. حزبياً، نشط في Liberal Alliance of Montenegro ‏.